# Abel de Lobbes
Abel de Lobbes o Abel de Reims (s VII-Lobbes, 5 de agosto de 764) fue un monje benedictino, obispo de Reims y regente de la Iglesia católica en la Francia medieval. Es considerado como santo por la Iglesia católica y su memoria litúrgica se celebra el 5 de agosto.

## Hagiografía
Abel nació en el reino anglosajón de Escocia en el siglo VII.
Pipino el Breve, buscando reconciliarse con la iglesia franca (por los abusos cometidos por su padre Carlos Martel), destituyó al obispo Milo de Reims, y en su lugar nombre a Abel, quien era de su entera confianza.
Fue nombrado por el Consejo de Soissons (celebrado en la ciudad topónima y dirigido por el obispo de Maguncia, Bonifacio) como obispo con facultades extraordinarias sobre la Iglesia franca, en el 714.
Cumpliendo su mandato, Abel abandonó su sede en misión, tras lo cual sus adversarios usurparon su episcopado. Cuando regresó, Abel, cansado de las divisiones y el caos que encontró, se retiró a Lobbes, en los Reinos Merovingios (hoy Bélgica), donde ingresó a la orden de los benedictinos.
Murió el 5 de agosto del 764, en Lobbes.